# Enfield (Australia)
Enfield – miasto w Australii, w stanie Wiktoria.